# Cyrtopodion montiumsalsorum
Espèce
Synonymes
- Gymnodactylus montiumsalsorum Annandale, 1913

Cyrtopodion montiumsalsorum est une espèce de geckos de la famille des Gekkonidae.

## Répartition
Cette espèce est endémique du Pendjab au Pakistan. Elle se rencontre dans la Salt Range.
Sa présence au Jammu-et-Cachemire affirmé par Duda et Sahi en 1977 est réfutée par Khan en 1989.

## Publication originale
- Annandale, 1913 : The Indian geckos of the genus Gymnodactylus. Records of the Indian Museum, vol. 9, p. 309-326 (texte intégral).